# Heteragrion simulatum
Heteragrion simulatum – gatunek ważki z rodziny Heteragrionidae. Występuje na terenie Ameryki Południowej.